# Temporada 2020 de Eurofórmula Open
La temporada 2020 de Eurofórmula Open fue la decimonovena temporada de este campeonato, y la séptima desde que se llama Eurofórmula Open. Marino Sato fue el ganador el año anterior con la escudería Team Motopark. El campeonato introdujo el nuevo monoplaza Dallara 320, el cual presenta el dispositivo de seguridad Halo.
Ye Yifei logró coronarse campeón al ganar las dos primeras carreras de la última ronda, y CryptoTower Racing el Campeonato de Escuderías.

## Escuderías y pilotos
Lista de participantes a lo largo de la temporada. Todos los competidores utilizan el Dallara 320.
| Escudería               | Motor         | N.º | Piloto             | Estado | Rondas |
| ----------------------- | ------------- | --- | ------------------ | ------ | ------ |
| Team Motopark           | Volkswagen    | 4   | Niklas Krütten     | N      | 1-6    |
| Team Motopark           | Volkswagen    | 28  | Cameron Das        |        | 2, 4-6 |
| Team Motopark           | Volkswagen    | 33  | Manuel Maldonado   |        | 1-6    |
| Carlin Motorsport       | Volkswagen    | 6   | Ido Cohen          |        | 1-6    |
| Carlin Motorsport       | Volkswagen    | 24  | Ben Barnicoat      |        | 5      |
| Carlin Motorsport       | Volkswagen    | 31  | Zane Maloney       | N      | 1-6    |
| Drivex School           | Mercedes-Benz | 12  | Glenn van Berlo    | N      | 1-6    |
| Drivex School           | Mercedes-Benz | 34  | Shihab Al Habsi    | N      | 1-3    |
| Drivex School           | Mercedes-Benz | 34  | Matthias Lüthen    | N      | 6      |
| Drivex School           | Mercedes-Benz | 34  | Rafael Villagómez  | N I    | 7      |
| Van Amersfoort Racing   | Mercedes-Benz | 15  | Sebastian Estner   | N      | 1-6    |
| Van Amersfoort Racing   | Mercedes-Benz | 16  | Andreas Estner     |        | 1-6    |
| Van Amersfoort Racing   | Mercedes-Benz | 25  | Alexandre Bardinon |        | 1-6    |
| CryptoTower Racing Team | Volkswagen    | 20  | Ye Yifei           |        | 1-6    |
| CryptoTower Racing Team | Volkswagen    | 69  | Lukas Dunner       |        | 2, 4-6 |
| CryptoTower Racing Team | Volkswagen    | 99  | Rui Andrade        |        | 1-6    |
| Double R Racing         | Mercedes-Benz | 8   | Benjamin Pedersen  |        | 6      |
| Double R Racing         | Mercedes-Benz | 26  | Ayrton Simmons     |        | 1-4    |
| Double R Racing         | Mercedes-Benz | 26  | Louis Foster       |        | 6      |

| Icono | Leyenda |
| ----- | ------- |
| N     | Novato  |

## Calendario
Un calendario provisional de nueve rondas fue anunciado el 11 de octubre de 2019. Mientras el circuito de Silverstone no está en el calendario de esta temporada, el Autódromo de Pergusa está planificado para debutar este año. Un calendario actualizado se anunció el 22 de octubre de 2019.
Después de que el inicio de la temporada estuvo retrasado debido a la pandemia de COVID-19, un nuevo calendario de 8 rondas se anunció el  21 de mayo de 2020. La ronda en el circuito de Pau-Ville, el cual estaba en el programa original, no se corrió finalmente. El 3 de junio de 2020 se anunció que la temporada iniciaría en Hungaroring adelantando su fecha a 23-26 de julio. El 10 de junio de 2020 la carrera inicial se movió a 8-9 de agosto, mientras que la ronda en Pergusa se canceló con planes para correr allí en 2021. El 22 de octubre, la última ronda que iba a ser disputada en Jarama fue cancelada debido al rebrote de coronavirus en Europa. Mientras que a la ronda de Barcelona se le agregó dos carreras más.
| Ronda | Ronda | Circuito                                       | Fecha            |
| ----- | ----- | ---------------------------------------------- | ---------------- |
| 1     | C1    | Hungaroring, Mogyoród                          | 8 de agosto      |
| 1     | C2    | Hungaroring, Mogyoród                          | 9 de agosto      |
| 2     | C1    | Circuito Paul Ricard, Le Castellet             | 22 de agosto     |
| 2     | C2    | Circuito Paul Ricard, Le Castellet             | 23 de agosto     |
| 3     | C1    | Red Bull Ring, Spielberg                       | 12 de septiembre |
| 3     | C2    | Red Bull Ring, Spielberg                       | 13 de septiembre |
| 4     | C1    | Autodromo Nazionale di Monza, Monza            | 26 de septiembre |
| 4     | C2    | Autodromo Nazionale di Monza, Monza            | 27 de septiembre |
| 4     | C3    | Autodromo Nazionale di Monza, Monza            | 27 de septiembre |
| 5     | C1    | Autódromo Internacional del Mugello, Scarperia | 3 de octubre     |
| 5     | C2    | Autódromo Internacional del Mugello, Scarperia | 4 de octubre     |
| 6     | C1    | Circuito de Spa-Francorchamps, Francorchamps   | 17 de octubre    |
| 6     | C2    | Circuito de Spa-Francorchamps, Francorchamps   | 18 de octubre    |
| 6     | C3    | Circuito de Spa-Francorchamps, Francorchamps   | 18 de octubre    |
| 7     | C1    | Circuito de Barcelona-Cataluña, Montmeló       | 31 de octubre    |
| 7     | C2    | Circuito de Barcelona-Cataluña, Montmeló       | 31 de octubre    |
| 7     | C3    | Circuito de Barcelona-Cataluña, Montmeló       | 1 de noviembre   |
| 7     | C4    | Circuito de Barcelona-Cataluña, Montmeló       | 1 de noviembre   |

## Resultados
| Ronda | Ronda | Ronda             | Pole Position | Vuelta rápida    | Piloto ganador | Escudería ganadora | Novato ganador   |
| ----- | ----- | ----------------- | ------------- | ---------------- | -------------- | ------------------ | ---------------- |
| 1     | C1    | Budapest          | Ye Yifei      | Ye Yifei         | Ye Yifei       | CryptoTower Racing | Sebastian Estner |
| 1     | C2    | Budapest          | Ye Yifei      | Ye Yifei         | Ye Yifei       | CryptoTower Racing | Zane Maloney     |
| 2     | C1    | Le Castellet      | Lukas Dunner  | Lukas Dunner     | Lukas Dunner   | CryptoTower Racing | Niklas Krütten   |
| 2     | C2    | Le Castellet      | Ye Yifei      | Ye Yifei         | Ye Yifei       | CryptoTower Racing | Zane Maloney     |
| 3     | C1    | Spielberg         | Ye Yifei      | Ye Yifei         | Ye Yifei       | CryptoTower Racing | Sebastian Estner |
| 3     | C2    | Spielberg         | Ye Yifei      | Ye Yifei         | Ye Yifei       | CryptoTower Racing | Niklas Krütten   |
| 4     | C1    | Monza             | Ye Yifei      | Cameron Das      | Ye Yifei       | CryptoTower Racing | Niklas Krütten   |
| 4     | C2    | Monza             | Lukas Dunner  | Ye Yifei         | Lukas Dunner   | CryptoTower Racing | Niklas Krütten   |
| 4     | C3    | Monza             | Ye Yifei      | Ye Yifei         | Lukas Dunner   | CryptoTower Racing | Niklas Krütten   |
| 5     | C1    | Mugello           | Lukas Dunner  | Sebastian Estner | Lukas Dunner   | CryptoTower Racing | Niklas Krütten   |
| 5     | C2    | Mugello           | Ben Barnicoat | Lukas Dunner     | Ben Barnicoat  | Carlin Motorsport  | Niklas Krütten   |
| 6     | C1    | Spa-Francorchamps | Lukas Dunner  | Lukas Dunner     | Ye Yifei       | CryptoTower Racing | Niklas Krütten   |
| 6     | C2    | Spa-Francorchamps | Lukas Dunner  | Ye Yifei         | Louis Foster   | Double R Racing    | Niklas Krütten   |
| 6     | C3    | Spa-Francorchamps | Ye Yifei      | Lukas Dunner     | Lukas Dunner   | CryptoTower Racing | Niklas Krütten   |
| 7     | C1    | Barcelona         | Ye Yifei      | Ye Yifei         | Ye Yifei       | CryptoTower Racing | Niklas Krütten   |
| 7     | C2    | Barcelona         | Ye Yifei      | Ye Yifei         | Ye Yifei       | CryptoTower Racing | Glenn van Berlo  |
| 7     | C3    | Barcelona         | Ye Yifei      | Ye Yifei         | Ye Yifei       | CryptoTower Racing | Zane Maloney     |
| 7     | C4    | Barcelona         | Ye Yifei      | Ye Yifei         | Ye Yifei       | CryptoTower Racing | Zane Maloney     |

## Clasificaciones

### Sistema de puntuación
| Posición | 1.º | 2.º | 3.º | 4.º | 5.º | 6.º | 7.º | 8.º | 9.º | 10.º | Pole | VR |
| Puntos   | 25  | 18  | 15  | 12  | 10  | 8   | 6   | 4   | 2   | 1    | 1    | 1  |

### Campeonato de Pilotos
| Pos.                                    | Piloto             | BUD | BUD  | LEC | LEC | SPI | SPI | MNZ | MNZ | MNZ | MUG | MUG  | SPA  | SPA | SPA | BAR | BAR | BAR | BAR | Puntos    |
| --------------------------------------- | ------------------ | --- | ---- | --- | --- | --- | --- | --- | --- | --- | --- | ---- | ---- | --- | --- | --- | --- | --- | --- | --------- |
| 1                                       | Ye Yifei           | 1   | 1    | 2   | 1   | 1   | 1   | 1   | 2   | 2   | (5) | (3)  | 1    | 11  | 3   | 1   | 1   | 1   | 1   | 369 (394) |
| 2                                       | Lukas Dunner       |     |      | 1   | 3   |     |     | 2   | 1   | 1   | 1   | 2    | 2    | 13  | 1   | 2   | 5   | 4   | 7   | 248       |
| 3                                       | Andreas Estner     | 2   | 2    | 3   | 4   | 4   | Ret | 6   | 9   | 4   | 2   | (10) | 4    | 7   | 8   | 15  | 3   | 5   | 3   | 177 (178) |
| 4                                       | Manuel Maldonado   | 5   | 6    | 7   | 14  | 2   | 2   | 4   | Ret | 10  | 11  | 6    | 6    | 12  | 2   | 5   | 4   | 7   | 2   | 153       |
| 5                                       | Niklas Krütten     | 8   | (10) | 5   | 6   | 8   | 3   | 3   | 3   | 3   | 4   | 4    | 12   | 6   | 5   | 3   | 7   | 8   | (9) | 153 (156) |
| 6                                       | Cameron Das        |     |      | 10  | 8   |     |     | 5   | 5   | 6   | 9   | 7    | 5    | 4   | 4   | 7   | 2   | 3   | 6   | 123       |
| 7                                       | Ido Cohen          | 6   | 4    | 4   | 5   | 5   | 6   | 11  | Ret | 11  | 6   | 9    | 3    | 2   | 7   | 10  | 11  | NC  | 8   | 114       |
| 8                                       | Zane Maloney       | 4   | 3    | DNS | 2   | 12  | Ret | 8   | 4   | 7   | 8   | 5    | 14   | Ret | 12  | 4   | 9   | 6   | 5   | 113       |
| 9                                       | Glenn van Berlo    | 9   | 9    | 9   | 10  | 7   | 5   | 9   | 8   | 9   | 7   | 8    | (10) | 3   | 6   | 6   | 6   | 11  | Ret | 80 (81)   |
| 10                                      | Sebastian Estner   | 3   | 5    | 13  | 11  | 3   | 4   | 12  | Ret | 8   | 12  | 11   | 9    | 9   | 9   | 14  | 10  | 14  | 4   | 76        |
| 11                                      | Ayrton Simmons     | 7   | 7    | 6   | 7   | 6   | 7   | 7   | 7   | 5   |     |      |      |     |     |     |     |     |     | 62        |
| 12                                      | Louis Foster       |     |      |     |     |     |     |     |     |     |     |      | 7    | 1   | Ret | 8   | 8   | 2   | Ret | 57        |
| 13                                      | Ben Barnicoat      |     |      |     |     |     |     |     |     |     | 3   | 1    |      |     |     |     |     |     |     | 41        |
| 14                                      | Rui Andrade        | 11  | 12   | 8   | 9   | 9   | 10  | 10  | 6   | Ret | 13  | 12   | 11   | 8   | 10  | 9   | 12  | 9   | 10  | 28        |
| 15                                      | Benjamin Pedersen  |     |      |     |     |     |     |     |     |     |     |      | 8    | 5   | Ret |     |     |     |     | 14        |
| 16                                      | Alexandre Bardinon | 12  | 8    | 12  | 12  | 11  | 9   | Ret | Ret | 12  | 10  | Ret  | 13   | 10  | 11  | 11  | 14  | 10  | Ret | 9         |
| 17                                      | Shihab Al Habsi    | 10  | 11   | 11  | 13  | 10  | 8   |     |     |     |     |      |      |     |     |     |     |     |     | 6         |
| 18                                      | Matthias Lüthen    |     |      |     |     |     |     |     |     |     |     |      | WD   | WD  | WD  | 13  | 15  | 13  | 11  | 0         |
| Pilotos invitados no aptos para puntuar |                    |     |      |     |     |     |     |     |     |     |     |      |      |     |     |     |     |     |     |           |
|                                         | Rafael Villagómez  |     |      |     |     |     |     |     |     |     |     |      |      |     |     | 12  | 13  | 12  | Ret |           |
| Pos.                                    | Piloto             | BUD | BUD  | LEC | LEC | SPI | SPI | MNZ | MNZ | MNZ | MUG | MUG  | SPA  | SPA | SPA | BAR | BAR | BAR | BAR | Puntos    |

| Color     | Resultado                                                               |
| --------- | ----------------------------------------------------------------------- |
| Oro       | Ganador                                                                 |
| Plata     | 2.ª plaza                                                               |
| Bronce    | 3.ª plaza                                                               |
| Verde     | Finalizó en los puntos                                                  |
| Azul      | Finalizó sin puntos                                                     |
| Azul      | NC - No clasificado                                                     |
| Violeta   | Ret - No terminó (Carrera)                                              |
| Rojo      | DNQ - No se clasificó                                                   |
| Negro     | DSQ - Descalificado                                                     |
| Blanco    | DNS - No empezó (carrera)                                               |
| Blanco    | WD - Retirado (fin de semana)                                           |
| Blanco    | C - Carrera cancelada                                                   |
| Sin color | DNP - Inscrito pero no participó                                        |
| Sin color | INJ - Lesionado                                                         |
| Sin color | EX - Excluido                                                           |
| Estado    | Resultado                                                               |
| Negrita   | Pole position                                                           |
| Cursiva   | Vuelta rápida                                                           |
| †         | Abandona, pero clasifica al completar el porcentaje requerido para ello |

### Sistema de puntuación
| Posición | 1.º | 2.º | 3.º | 4.º | 5.º |
| Puntos   | 10  | 8   | 6   | 4   | 3   |

#### Campeonato de Novatos
| Pos. | Piloto           | BUD | BUD | LEC | LEC | SPI | SPI | MNZ | MNZ | MNZ | MUG | MUG | SPA | SPA | SPA | BAR | BAR | BAR | BAR | Puntos    |
| ---- | ---------------- | --- | --- | --- | --- | --- | --- | --- | --- | --- | --- | --- | --- | --- | --- | --- | --- | --- | --- | --------- |
| 1    | Niklas Krütten   | 8   | 10  | 5   | 6   | 8   | 3   | 3   | 3   | 3   | 4   | 4   | 12  | 6   | 5   | 3   | 7   | 8   | 9   | 140 (150) |
| 2    | Glenn van Berlo  | 9   | 9   | 9   | 10  | 7   | 5   | 9   | 8   | 9   | 7   | 8   | 10  | 3   | 6   | 6   | 6   | 11  | Ret | 112 (116) |
| 3    | Zane Maloney     | 4   | 3   | DNS | 2   | 12  | Ret | 8   | 4   | 7   | 8   | 5   | 14  | Ret | 12  | 4   | 9   | 6   | 5   | 109       |
| 4    | Sebastian Estner | 3   | 5   | 13  | 11  | 3   | 4   | 12  | Ret | 8   | 12  | 11  | 9   | 9   | 9   | 14  | 10  | 14  | 4   | 101 (104) |
| 5    | Shihab Al Habsi  | 10  | 11  | 11  | 13  | 10  | 8   |     |     |     |     |     |     |     |     |     |     |     |     | 23        |
| 6    | Matthias Lüthen  |     |     |     |     |     |     |     |     |     |     |     | WD  | WD  | WD  | 13  | 15  | 13  | 11  | 15        |
| Pos. | Piloto           | BUD | BUD | LEC | LEC | SPI | SPI | MNZ | MNZ | MNZ | MUG | MUG | SPA | SPA | SPA | BAR | BAR | BAR | BAR | Puntos    |

#### Campeonato de Escuderías
| Pos. | Escudería             | BUD | BUD | LEC | LEC | SPI | SPI | MNZ | MNZ | MNZ | MUG | MUG | SPA | SPA | SPA | BAR | BAR | BAR | BAR | Puntos |
| ---- | --------------------- | --- | --- | --- | --- | --- | --- | --- | --- | --- | --- | --- | --- | --- | --- | --- | --- | --- | --- | ------ |
| 1    | CryptoTower Racing    | 1   | 1   | 1   | 1   | 1   | 1   | 1   | 1   | 1   | 1   | 2   | 1   | 8   | 1   | 1   | 1   | 1   | 1   | 244    |
| 1    | CryptoTower Racing    | 11  | 12  | 2   | 3   | 9   | 10  | 2   | 2   | 2   | 5   | 3   | 2   | 11  | 3   | 2   | 5   | 4   | 7   | 244    |
| 2    | Team Motopark         | 5   | 6   | 5   | 6   | 2   | 2   | 3   | 3   | 3   | 4   | 4   | 5   | 4   | 2   | 3   | 2   | 3   | 2   | 115    |
| 2    | Team Motopark         | 8   | 10  | 7   | 8   | 8   | 3   | 4   | 5   | 6   | 9   | 6   | 6   | 6   | 4   | 5   | 4   | 7   | 6   | 115    |
| 3    | Van Amersfoort Racing | 2   | 2   | 3   | 4   | 3   | 4   | 6   | 9   | 4   | 2   | 10  | 4   | 7   | 8   | 11  | 3   | 5   | 3   | 84     |
| 3    | Van Amersfoort Racing | 3   | 5   | 12  | 11  | 4   | 9   | 12  | Ret | 8   | 10  | 11  | 9   | 9   | 9   | 14  | 10  | 10  | 4   | 84     |
| 4    | Carlin Motorsport     | 4   | 3   | 4   | 2   | 5   | 6   | 8   | 4   | 7   | 3   | 1   | 3   | 2   | 7   | 4   | 9   | 6   | 5   | 76     |
| 4    | Carlin Motorsport     | 6   | 4   | DNS | 5   | 12  | Ret | 11  | Ret | 11  | 6   | 5   | 14  | Ret | 12  | 10  | 11  | NC  | 8   | 76     |
| 5    | Double R Racing       | 7   | 7   | 6   | 7   | 6   | 7   | 7   | 7   | 5   |     |     | 7   | 1   | Ret | 8   | 8   | 2   | 11  | 24     |
| 5    | Double R Racing       |     |     |     |     |     |     |     |     |     |     |     | 8   | 5   | Ret | 13  | 15  | 12  | Ret | 24     |
| 6    | Drivex School         | 9   | 9   | 9   | 10  | 7   | 5   | 9   | 8   | 9   | 7   | 8   | 10  | 3   | 6   | 6   | 6   | 11  | Ret | 9      |
| 6    | Drivex School         | 10  | 11  | 11  | 13  | 10  | 8   |     |     |     |     |     | WD  | WD  | WD  | 12  | 13  | 12  | Ret | 9      |
| Pos. | Escudería             | BUD | BUD | LEC | LEC | SPI | SPI | MNZ | MNZ | MNZ | MUG | MUG | SPA | SPA | SPA | BAR | BAR | BAR | BAR | Puntos |

| Color     | Resultado                                                               |
| --------- | ----------------------------------------------------------------------- |
| Oro       | Ganador                                                                 |
| Plata     | 2.ª plaza                                                               |
| Bronce    | 3.ª plaza                                                               |
| Verde     | Finalizó en los puntos                                                  |
| Azul      | Finalizó sin puntos                                                     |
| Azul      | NC - No clasificado                                                     |
| Violeta   | Ret - No terminó (Carrera)                                              |
| Rojo      | DNQ - No se clasificó                                                   |
| Negro     | DSQ - Descalificado                                                     |
| Blanco    | DNS - No empezó (carrera)                                               |
| Blanco    | WD - Retirado (fin de semana)                                           |
| Blanco    | C - Carrera cancelada                                                   |
| Sin color | DNP - Inscrito pero no participó                                        |
| Sin color | INJ - Lesionado                                                         |
| Sin color | EX - Excluido                                                           |
| Estado    | Resultado                                                               |
| Negrita   | Pole position                                                           |
| Cursiva   | Vuelta rápida                                                           |
| †         | Abandona, pero clasifica al completar el porcentaje requerido para ello |